# Parc national de Keibul Lamjao
Le parc national de Keibul Lamjao est situé dans l'État du Manipur dans le nord-est de l'Inde. D'une superficie de 40 km², il est englobé dans la zone du lac Loktak. Il constitue le seul habitat protégé et connu de Rucervus eldii eldii ou cerf d'Eld du Manipur (appelé Sangai ou API : /sə.ŋai/ en Manipuri), une sous-espèce endémique à la région.